# Ljubuša (Foča-Ustikolina, BiH)
Ljubuša (Ljubuše) je naseljeno mjesto u općini Foči-Ustikolini, Federacija BiH, BiH. Nalaze se lijevod od rijeke Drine, cestom uzbrdo od Njuhe.
Godine 1950. pripojena je naselju Njuhama. (Sl.list NRBiH, br.10/50).